# Uza
Uza (hebrejsky עוזה, v oficiálním přepisu do angličtiny Uza) je vesnice typu mošav v Izraeli, v Jižním distriktu, v Oblastní radě Šafir.

## Geografie
Leží v nadmořské výšce 143 metrů v pahorkatině Šefela, nedaleko od severního okraje pouště Negev.
Obec se nachází 22 kilometrů od břehu Středozemního moře, cca 53 kilometrů jižně od centra Tel Avivu, cca 49 kilometrů jihozápadně od historického jádra Jeruzalému a 2 kilometry jižně od města Kirjat Gat. Uzu obývají Židé, přičemž osídlení v tomto regionu je etnicky převážně židovské.
Uza je na dopravní síť napojena pomocí dálnice číslo 40, jež probíhá podél západního okraje mošavu. Východně od vesnice vede železniční trať z Tel Avivu do Beerševy, nemá zde ale stanici. Vybíhá tu z ní i další železniční trať k západu, směrem k pobřeží, rovněž bez stanice.

## Dějiny
Uza byla založena v roce 1950. Vznikla jako součást jednotně řešeného regionálního osidlovacího programu Chevel Lachiš. Pracovní název osady zněl Pluga 4 (פלוגה 4). Současné jméno mošavu je odvozeno od biblického citátu z Knihy žalmů 68,29: „Byl to příkaz tvého Boha. Nechť se tvá moc, Bože, mocně prokazuje v tom, co pro nás konáš“
Zakladateli mošavu byli Židé z Libye napojení na náboženskou sionistickou organizaci ha-Po'el ha-Mizrachi. Místní ekonomika je založena na zemědělství (rostlinná výroba, chov drůbeže). Probíhá stavební expanze obce (102 nových bytových jednotek). Funguje tu obchod a sportovní areály.

## Demografie
Podle údajů z roku 2014 tvořili naprostou většinu obyvatel v Uze Židé (včetně statistické kategorie "ostatní", která zahrnuje nearabské obyvatele židovského původu ale bez formální příslušnosti k židovskému náboženství).
Jde o menší obec vesnického typu s dlouhodobě klesající populací. K 31. prosinci 2014 zde žilo 444 lidí. Během roku 2014 populace stoupla o 1,4 %.
| Rok            | 1961 | 1972 | 1983 | 1995 | 2001 | 2003 | 2004 | 2005 | 2006 | 2007 | 2008 | 2009 | 2010 | 2011 | 2012 | 2013 | 2014 |
| -------------- | ---- | ---- | ---- | ---- | ---- | ---- | ---- | ---- | ---- | ---- | ---- | ---- | ---- | ---- | ---- | ---- | ---- |
| Počet obyvatel | 487  | 726  | 659  | 490  | 480  | 492  | 496  | 477  | 463  | 465  | 456  | 480  | 480  | 452  | 449  | 438  | 444  |